# دهه ۱۴۸۰ (پیش از میلاد)
دهه ۱۴۸۰ (پیش از میلاد) صد و چهل و هشتمین دهه قبل از مبدا شروع تقویم میلادی است.